# Arquidiócesis de Suva
La arquidiócesis de Suva (en latín: Archidioecesis Suvana y en inglés: Roman Catholic Archdiocese of Suva) es una circunscripción eclesiástica de la Iglesia católica en Fiyi. Se trata de una arquidiócesis latina, sede metropolitana de la provincia eclesiástica de Suva. Desde el 19 de diciembre de 2012 su arzobispo es Peter Loy Chong.

## Territorio y organización
La arquidiócesis tiene 18 274 km² y extiende su jurisdicción sobre los fieles católicos de rito latino residentes en Fiyi.
La sede de la arquidiócesis se encuentra en la ciudad de Suva en la isla de Viti Levu, en donde se halla la Catedral del Sagrado Corazón. 
La arquidiócesis tiene como sufragáneas a las diócesis de Rarotonga y Tarawa y Nauru. Están agregadas a la provincia eclesiástica la diócesis de Tonga y la misión sui iuris de Funafuti.
En 2022 en la arquidiócesis existían 36 parroquias agrupadas en 2 regiones: Western y Northern.

## Historia
El archipiélago de las islas Fiyi fue evangelizado por los padres maristas. Las misiones maristas comenzaron en las islas Lau en 1844 y luego en Levuka, pero inicialmente no tuvieron éxito. Una misión más exitosa comenzó en Levuka en 1861.
La prefectura apostólica de las Islas Fiyi fue erigida el 27 de marzo de 1863 separando territorio del vicariato apostólico de Oceanía central (hoy diócesis de Tonga).
El 10 de mayo de 1887 la prefectura apostólica fue elevada a vicariato apostólico mediante el breve Cum divina favente del papa León XIII.
El 21 de junio de 1966, mediante la bula Prophetarum voces del papa Pablo VI, el vicariato apostólico fue elevado al rango de arquidiócesis metropolitana y tomó su nombre actual.
En noviembre de 1986 la arquidiócesis recibió la visita del papa Juan Pablo II durante su viaje apostólico a las Islas Fiyi.

## Estadísticas
Según el Anuario Pontificio 2023 la arquidiócesis tenía a fines de 2022 un total de 66 000 fieles bautizados.
| Año                                                                             | Población            | Población | Población      | Sacerdotes | Sacerdotes    | Sacerdotes    | Bautizados por sacerdote | Diáconos permanentes | Religiosos | Religiosos | Parroquias |
| Año                                                                             | Bautizados católicos | Total     | % de católicos | Total      | Clero secular | Clero regular | Bautizados por sacerdote | Diáconos permanentes | Varones    | Mujeres    | Parroquias |
| ------------------------------------------------------------------------------- | -------------------- | --------- | -------------- | ---------- | ------------- | ------------- | ------------------------ | -------------------- | ---------- | ---------- | ---------- |
| 1970                                                                            | 46 672               | 526 765   | 8.9            | 82         | 10            | 72            | 569                      |                      | 119        | 250        | 35         |
| 1980                                                                            | 52 644               | 624 062   | 8.4            | 81         | 21            | 60            | 649                      |                      | 106        | 244        | 33         |
| 1990                                                                            | 67 325               | 727 104   | 9.3            | 108        | 18            | 90            | 623                      |                      | 152        | 192        | 33         |
| 1999                                                                            | 84 236               | 841 142   | 10.0           | 105        | 23            | 82            | 802                      |                      | 139        | 182        | 34         |
| 2000                                                                            | 86 141               | 849 637   | 10.1           | 120        | 28            | 92            | 717                      |                      | 171        | 155        | 34         |
| 2001                                                                            | 82 695               | 815 714   | 10.1           | 126        | 29            | 97            | 656                      |                      | 172        | 161        | 35         |
| 2002                                                                            | 84 291               | 824 438   | 10.2           | 126        | 27            | 99            | 668                      |                      | 167        | 143        | 35         |
| 2003                                                                            | 85 518               | 890 393   | 9.6            | 123        | 31            | 92            | 695                      |                      | 151        | 151        | 35         |
| 2004                                                                            | 87 090               | 959 424   | 9.1            | 145        | 33            | 112           | 600                      |                      | 180        | 159        | 35         |
| 2010                                                                            | 101 050              | 1 297 683 | 7.8            | 79         | 30            | 49            | 1279                     |                      | 102        | 135        | 35         |
| 2014                                                                            | 106 800              | 1 326 000 | 8.1            | 109        | 34            | 75            | 979                      |                      | 139        | 127        | 34         |
| 2017                                                                            | 63 762               | 869 458   | 7.3            | 121        | 33            | 88            | 526                      |                      | 172        | 125        | 35         |
| 2020                                                                            | 64 900               | 882 000   | 7.4            | 121        | 33            | 88            | 536                      |                      | 72         | 125        | 35         |
| 2022                                                                            | 66 000               | 893 468   | 7.4            | 124        | 36            | 88            | 532                      |                      | 172        | 125        | 36         |
| Fuente: Catholic-Hierarchy, que a su vez toma los datos del Anuario Pontificio. |                      |           |                |            |               |               |                          |                      |            |            |            |

## Episcopologio

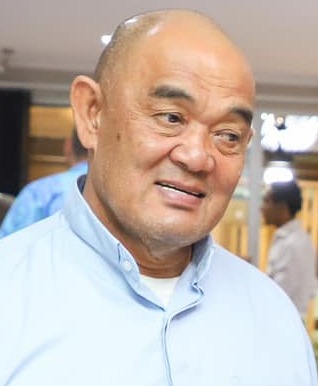
Peter Loy Chong, arzobispo de Suva desde 2012

- Jean-Baptiste Bréhéret, S.M. † (1863-1887 renunció)
- Julien Vidal, S.M. † (13 de mayo de 1887-2 de abril de 1922 falleció)
- Charles-Joseph Nicolas, S.M. † (2 de abril de 1922 por sucesión-15 de agosto de 1941 falleció)
- Victor Frederick Foley, S.M. † (11 de mayo de 1944-1 de enero de 1967 renunció[nota 1])
- George Hamilton Pearce, S.M. † (22 de junio de 1967-10 de abril de 1976 renunció)
- Petero Mataca † (10 de abril de 1976-19 de diciembre de 2012 retirado)
- Peter Loy Chong, desde el 19 de diciembre de 2012